# 普拉沃別列日內區

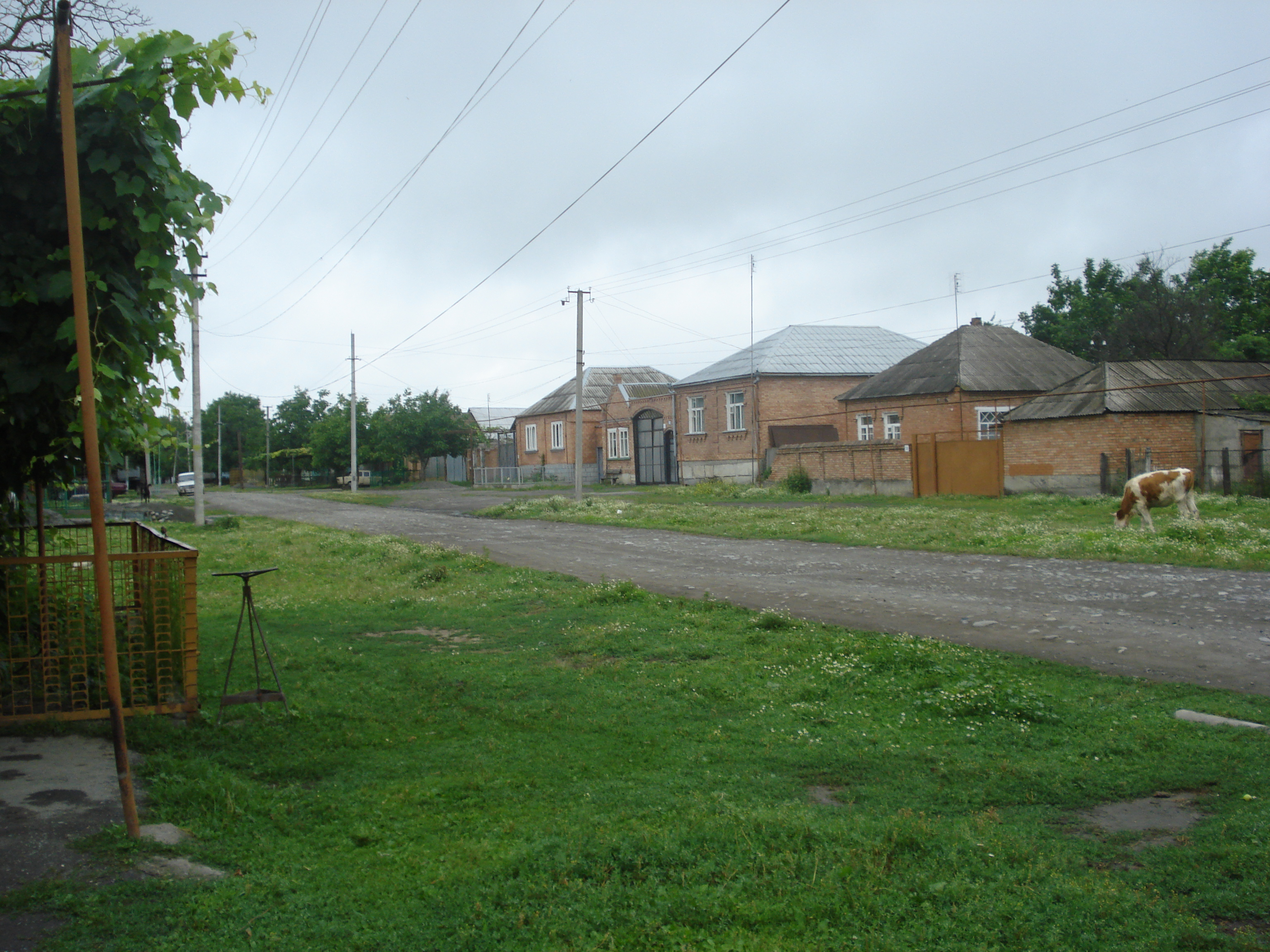

43°12′N 44°34′E / 43.200°N 44.567°E
普拉沃別列日內區（俄语：Правобережный район），是俄羅斯的一個區，位於該國西南部，由北奧塞梯-阿蘭共和國負責管轄，面積441.29平方公里，2010年人口57,063，人口密度每平方公里129.31人。